# Lissa Ladefoged Sørensen
Lissa Ladefoged Sørensen (født 19. april 1952 i Aarhus) bruger Lissa som kunstnernavn. Lissa er pottemager og uddannet på Århus Kunstakademi og optræder solo som folkesanger og er desuden med i folkgruppen “Ka’os”.
Har indspillet flere LP'er og CD'er blandt andet sammen med Andrew John i duoen Andrew John & Lissa.